# واندرسون بيريرا رودريغوس
واندرسون بيريرا رودريغوس هو لاعب كرة قدم برازيلي في مركز الوسط، ولد في 6 أكتوبر 1980 في جي بارانا في البرازيل. لعب مع نادي جريميو مارينغا ونادي شابيكوينسي.

## وصلات خارجية
- واندرسون بيريرا رودريغوس على موقع قاعدة بيانات كرة القدم.إي يو (الإنجليزية)
- واندرسون بيريرا رودريغوس على موقع Soccerway.com (الإنجليزية)